# Грабоваць (Раковиця)
44°59′ пн. ш. 15°40′ сх. д. / 44.98° пн. ш. 15.67° сх. д.
Грабоваць (хорв. Grabovac) — населений пункт у Хорватії, у Карловацькій жупанії у складі громади Раковиця.

## Населення
Населення за даними перепису 2011 року становило 267 осіб.
Динаміка чисельності населення поселення: